# Adam Wawrzyniec Rzewuski
Adam Wawrzyniec Rzewuski (ros. Адам Станиславович Ржевуский) herbu Krzywda, krypt.: A. R. K. W., (ur. 1760 w Nieświeżu, zm. 1825 w Pohrebyszczach) – polski poseł, polityk i dyplomata, pisarz polityczny, mówca, poeta i teoretyk literatury oraz tłumacz, przedostatni kasztelan witebski, przedstawiciel dyplomatyczny Rzeczypospolitej w Królestwie Danii w 1789 roku, po rozbiorach urzędnik rosyjski.

## Życiorys
Urodził się jako syn Stanisława Ferdynanda (chorąży wielki litewski), i Katarzyny Karoliny Radziwiłł (wojewodzianka wileńska); wnuk Wacława Rzewuskiego (hetmana koronnego) i Michała Kazimierza Radziwiłła (wojewodę wileńskiego i hetmana litewskiego). Przez 6 kolejnych lat (1771–1776) uczył się w warszawskich szkołach jezuickich (Collegium Nobilium), a następnie pojezuickich.

### Działalność polityczna
Wielokrotnie pełnił funkcję posła na sejm reprezentującego województwa: nowogródzkie (1778 i 1782), wołyńskie (1784) i bracławskie (1786). Sędzia sejmowy ze stanu rycerskiego w 1782 roku. Był także podpułkownikiem 14. regimentu pieszego im. Potockich (ufundowanego przez S. Sz. Potockiego w roku 1785). Poseł na sejm walny 1786 roku. Pisarz polityczny, mówca, właściciel dóbr Pohrebyszcze, rotmistrz kawalerii narodowej od 1778, kasztelan witebski w latach (1790 – 1793), marszałek szlachty guberni mohylewskiej, senator rosyjski, najwybitniejszy publicysta obozu staroszlacheckiego, członek konfederacji Sejmu Czteroletniego. przeciwnik Konstytucji 3 Maja. Był członkiem loży wolnomularskiej Orzeł Biały w Petersburgu.

### Zasługi
Za zasługi odznaczony Orderem Orła Białego 11 maja 1791. W 1789 został kawalerem Orderu Świętego Stanisława.

### Rodzina i potomstwo
W grudniu roku 1790 poślubił córkę swej siostry Franciszki – Justynę Rdułtowską (podkomorzanka nowogródzka).
1. Henryk Rzewuski (ur. 1791), powieściopisarz,
2. Karolina Sobańska,
3. Adam Rzewuski (generał rosyjski),
4. Ewelina Hańska,
5. Alina, żona Aleksandra Moniuszki, brata Stanisława
6. Paulina[7], matka Marii Keller
7. Ernest Rzewuski

## Twórczość
Przez 2 lata (1776-1777) ogłaszał część swych wierszy w czasopiśmie „Zabawy Przyjemne i Pożyteczne”, a do roku 1779 był współautorem niektórych innych publikacji.

### Ważniejsze mowy i dzieła
1. Głos... w Izbie Poselskiej miany, (Warszawa 1778); w czasie tego sejmu wyd. także osobno mowy: Przymówienie się... w Izbie Senatorskiej (brak daty); Zdanie... na sesji dnia 31 października
2. Głos... w Izbie Senatorskiej na sesji dnia 22 października roku 1782 miany, (Warszawa 1782); także wyd. w: Zbiór mów różnych w czasie... sejmu roku 1782 mianych, Wilno 1782, (w związku z tą mową, ogłosił do autora list Seweryn Rzewuski); w czasie tego sejmu wyd. także osobno mowy datowane: (po 30 października), 31 października, 2 i 4 listopada; także wyd. w: Zbiór mów różnych..., jak wyżej
3. Głos... 1784 roku na sesji piętnastej dnia 20 października miany, (Warszawa 1784); w czasie tego sejmu wyd. także osobno Przymówienie się... w Izbie Senatorskiej dnia 22 października
4. Przymówienie się... na rugach ex turno miane dnia 3 Octobris 1786, brak miejsca wydania (1786); w czasie tego sejmu wyd. także osobno mowy datowane: 8 października (2 wyd.), 23 października (2 wyd.), 27 października, 2 listopada (wraz z Projektem), 6 listopada
5. Głos... miany na sesji sejmowej dnia 27 października roku 1788, brak miejsca wydania (1788)
6. O formie rządu republikańskiego myśli (2 tomy), powst. Kopenhaga 1789, wyd. Warszawa po 5 listopada 1790, (tu także poglądy teoretycznoliterackie autora)
7. O proponowanej przez Dwór Londyński cesji miasta Gdańska cum territorio, dla Dworu Berlińskiego, uwagi, brak miejsca wydania (1790)
8. Głos... dnia 7 miesiąca lutego 1791 roku miany, brak miejsca wydania (1791); z powodu powołania do senatu; w roku 1791 wyd. także osobno mowy sejmowe datowane: 17 i 21 lutego, 20 października ("z okazji namienionej Konstytucji 3 Maja"), 31 października
9. Kopia listu senatora litewskiego do przyjaciela w Warszawie mieszkającego, "Gazeta Narodowa i Obca" 1791 nr 61; wyd. następne: fragmenty przedr. J. K. Szaniawski w: List odpowiedni, pisany do przyjaciela: Względem Ustawy Rządowej na dniu 3 Maja roku 1791 uchwalonej, Warszawa 1792; całość – J. Woliński, J. Michalski, E. Rostworowski, "Materiały do Dziejów Sejmu Czteroletniego" t. 1, Wrocław 1955, s. 560-562; rękopis (odpis): Biblioteka Czartoryskich, sygn. 929; pierwodruk podpisany krypt. A. R. K. W.; z broszurą tą polemizował A. Trzciński w swej Dysertacji o wzroście świateł, Kraków 1791
10. Mowa przy otwarciu Gimnazjum w Kijowie, miana przez... dnia 30 stycznia 1812 r., Krzemieniec 1812.

Rzewuski pisywał także wiersze, niektóre z nich ogł. "Zabawy Przyjemne i Pożyteczne" (1776, t. 14, cz. 2, s. 272-279, 366-367; 1777, t. 15, cz. 2, s. 309-313). Wiersz: Urzędy nic sławie cnotliwego nie przydają. Do Stanisława Potockiego wojewody ruskiego – zachowany w rękopisach Biblioteki Jagiellońskiej, sygn. 101, 1461, 4365.

### Przekłady
1. M. K. Sarbiewski: Oda z... Mądry człowiek gardzi próżną chwałą, "Zabawy Przyjemne i Pożyteczne" 1777, t. 15, cz. 2, s. 313-314
2. S. Konarski: Pieśni III, V, IX, XXII w: S. Konarski: Wiersze wszystkie z łacińskich na polskie przełożone, Warszawa 1778.

### Listy i materiały
1. Najjaśniejszy Królu, Panie Miłościwy i Prześwietna Rado Nieustająca, brak miejsca i roku wydania; prośba w sprawie skargi Piotra Turkuła, rozpatrywanej w latach 1779-1782
2. Do J. K. Świętorzeckiego z roku 1792, rękopis: Biblioteka Czartoryskich, sygn. 929, s. 1233
3. Do Stanisława Augusta składając kasztelanię po przystąpieniu tegoż króla do konfederacji targowickiej napisany, dat. 18 grudnia 1792, ogł.: Ż. Pauli w: Psalmy pokutne przekładu Wacława Rzewuskiego, Berlin 1860; M. Rymszyna, A. Zahorski w: Tajna korespondencja z Warszawy do Ignacego Potockiego 1792-1794, Warszawa 1961 "Studia i Materiały z Dziejów Polskich w Okresie Oświecenia" nr 4, s. 121 (z kopii w Archiwum Głównym Akt Dawnych); rękopis: Biblioteka Czartoryskich, sygn. 729
4. Do Ksawerego Lubomirskiego 3 listy z lat 1796-1798, rękopis: Ossolineum, sygn. 6027/II
5. Korespondencja z R. Korsakiem z lat 1813-1814, rękopis: Lw. Państw. Nauk. Bibl. (Zbiory Baworowskich, sygn. 828/I); fragmenty ogł.: H. Biegeleisen, "Biblioteka Warszawska" 1880, t. 2, s. 324; J. Kott, R. Kaleta w: S. Trembecki: Listy t. 2, Wrocław 1954; E. Rabowicz w: Stanisław Trembecki w świetle nowych źródeł, Wrocław 1965 "Instytut Badań Literackich PAN. Studia z Okresu Oświecenia" nr 3
6. Do nieznanego adresata, rękopis: Biblioteka Jagiellońska, sygn. 6147 IV, t. 13, s. 78-79
7. Od Bazylego Engelharta z roku 1795; od siostry, Teofili Lubomirskiej z roku 1798, rękopis: Ossolineum, sygn. 6027/II.